# Wilhelm Jacob van Bebber

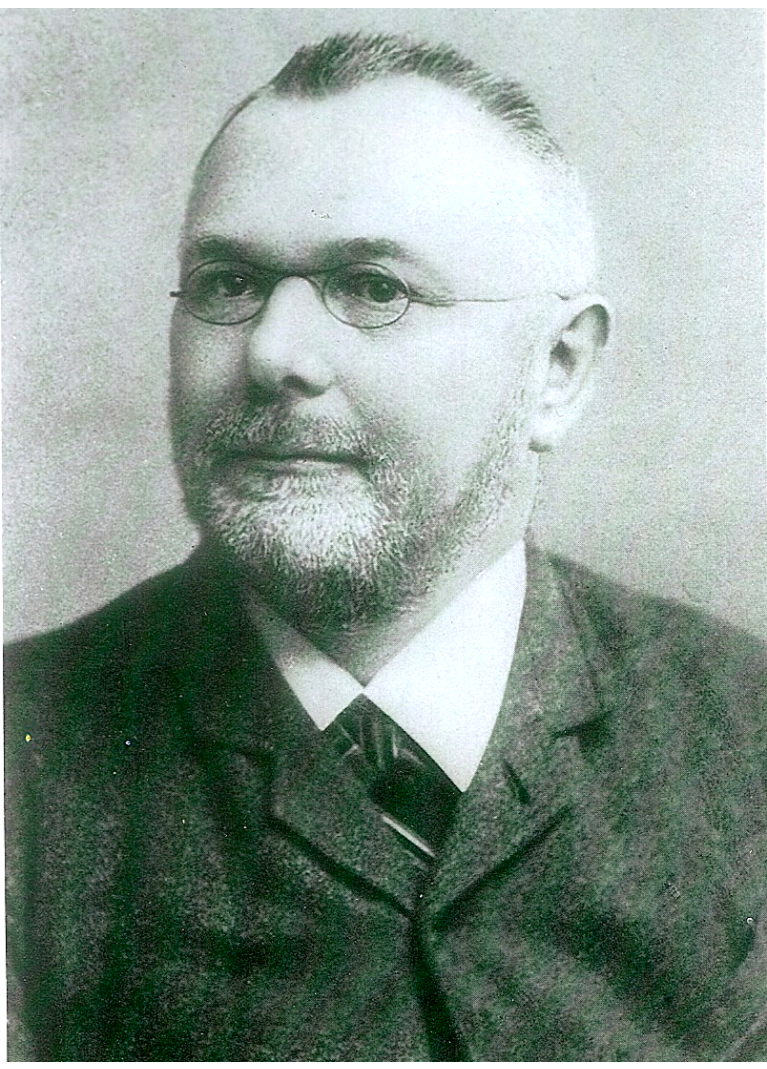
Van Bebber

Wilhelm Jacob van Bebber (auch Jacob van Bebber; * 14. Juli 1841 in Grieth am Rhein; † 1. September 1909 in Altona) war ein deutscher Meteorologe.

## Leben
Bebber stammte aus einfachen Verhältnissen und wurde als jüngstes von zwölf Kindern des Schankwirts Franz und dessen Frau Christina van Bebber geboren. Trotz des frühen Todes seines Vaters 1853 konnte er nach der Volksschule in Grieth bis 1864 das acht Fußkilometer entfernte Gymnasium in Emmerich besuchen. Danach begann er ein Studium der Mathematik und Naturwissenschaften in Münster und Bonn. Er schloss es 1868 mit dem ersten Staatsexamen für das höhere Lehramt ab. Nach einem Probejahr am Gymnasium in Kleve ging er 1869 an die Kreisrealschule in Kaiserslautern. In dieser Zeit schloss er 1871 seine Promotion an der Universität Jena ab, 1875 wurde er Rektor der Königlichen Gewerb- und Realschule in Weißenburg in Bayern.
1877 wurde er an das Reichsinstitut Deutsche Seewarte in Hamburg berufen und übernahm direkt den Vorsitz der Abteilung für Küstenmeteorologie, 1879 wurde er Abteilungsvorstand. Bebber wurde 1890 zum Professor berufen. 1907 trat er aus gesundheitlichen Gründen von seinen Ämtern zurück und verstarb zwei Jahre später.
Er war Vorstandsmitglied der Deutschen Meteorologischen Gesellschaft sowie seit 1887 Mitglied der Deutschen Akademie der Naturforscher Leopoldina. Er war Träger des Roten Adlerordens sowie des Kronenordens IV. Klasse.
Im Jahr 2009 wurde in Kalkar-Grieth ein Deichunterhaltungsweg nach ihm benannt.

## Leistungen

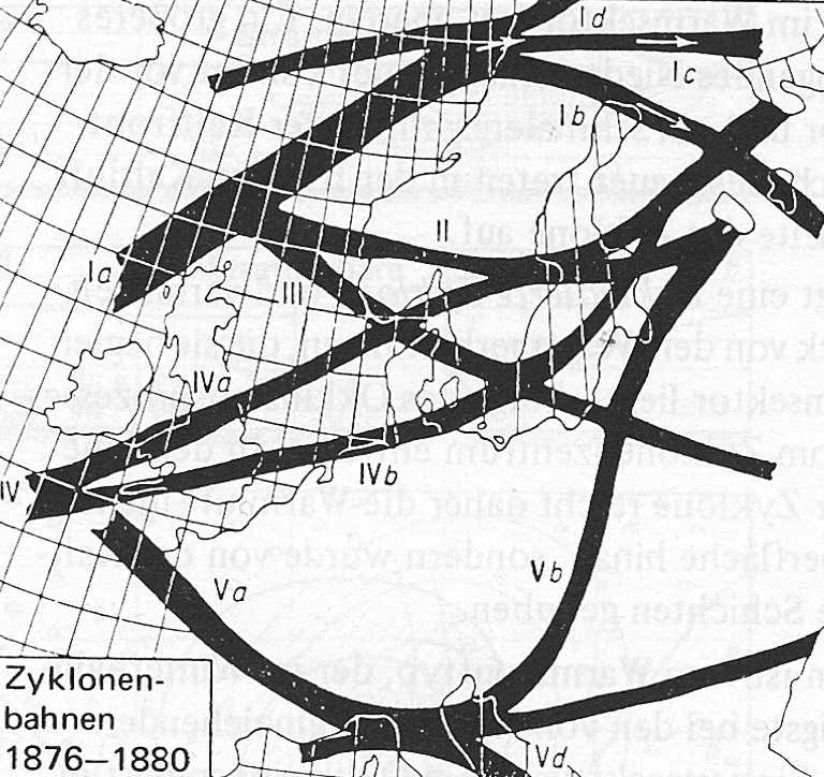
Tiefdruckwanderwege nach van Bebber

In seiner Promotion 1871 verfasste er eine Gegenüberstellung von strengen Wintern in Europa zwischen 1829 und 1871 zu parallel milden in Amerika. Dadurch versuchte er die These zu belegen, dass der Mensch das Klima als ganzes nicht verändern kann.
Bebber veröffentlichte über 200 wissenschaftliche Werke. An der Seewarte schrieb er ein frühes Lehrbuch zur Meteorologie und verfasste erste Wetterkarten und Wetteraussichten, zu denen auch Sturmwarnungen gehörten. Auch für den öffentlichen Wettervorhersagedienst ab 1906 hatte er wichtige Grundlagen gelegt.

### Zugstraßentypologie
In seinen Klimabeschreibungen untersuchte er wiederkehrende Zugbahnen von Tiefdruckgebieten in Europa zur Verbesserung der Wettervorhersage und kategorisierte diese Großwetterlagen mit den römischen Zahlen Ia bis VIb, diese Bezeichnungen werden teilweise noch heute verwendet. Bekannt ist vor allem die Vb-Wetterlage, die oft zu Wetterkatastrophen mit Hochwassern an Donau und Oder führt. Bei dieser zieht ein Tief mit häufig starken Niederschlägen vom Mittelmeer über das östliche Mitteleuropa nach Nordosteuropa. Daneben spielt noch IVb entlang der Nord- und Ostseeküste in der heutigen Meteorologie eine Rolle, wird aber anders benannt, die anderen Zugbahnen sind wenig wetterwirksam und relativ selten, womit sich nur der Begriff Fünf-B nach Bebber als solcher etabliert hat.